# تاريخ هونغ كونغ
عاش الناس فيما يعرف الآن بهونغ كونغ منذ أقدم العصور. خضعت المنطقة للنفوذ الصيني منذ حوالي سنة 220 ق.م. وحتى القرن التاسع عشر الميلادي، كانت تتكون من مجموعة صغيرة من قرى الزراعة والصيد. استخدم القراصنة هونغ كونغ قاعـدة برية لهم. حاولت الحكومة الصينية في القرن التاسع عشر أن تمنع التجار البريطانيين من تهريب الأفيون إلى الصين. وقد أدى هذا الموضوع إلى حرب الأفيون بين بريطانيا والصين في عام 1839م. وكسبت بريطانيا الحرب وتسلمت هونغ كونغ كجزء من معاهدة نانجنغ سنة 1842م. وفي نزاع تجاري آخر مع الصين سيطرت بريطانيا على شبه جزيرة كاولون في سنة 1860م في إطار اتفاقية أخرى لفض النزاع. وفي سنة 1898م استأجرت بريطانيا المناطق الجديدة وهي جزء من هونغ كونغ ـ من الصين لمدة 99 عامًا. نجحت الصين وبريطانيا في عقد اتفاق تعود بمقتضاه هونغ كونغ إلى الحكم الصيني بعد انتهاء فترة استئجار بريطانيا للمناطق الجديدة، وأصبحت هذه الاتفاقات سارية المفعول ولمدة 50 سنة بحلول سنة 1997. تولى تونج شي هوا رئاسة السلطة التنفيذية في هونغ كونغ ليصبح أول مسؤول صيني بعد فترة الاستئجار البريطانية. وكان تونج قد انتخب لهذا المنصب في 11 ديسمبر 1996م.

## قبل الاستعمار

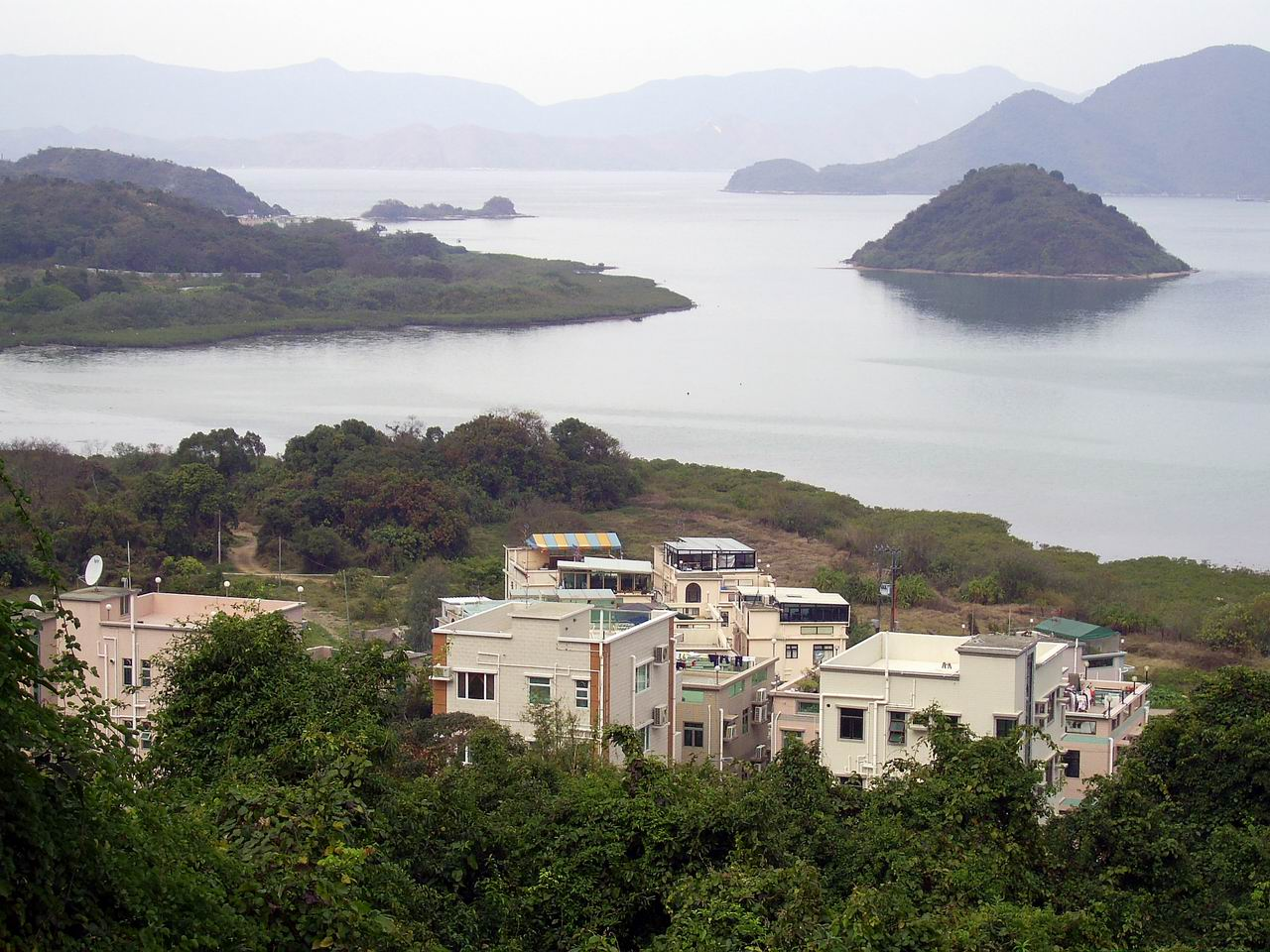
منطقة كهف المقاييس الثلاثة، واحدٌ من أقدم موقعين معروفين للاستيطان البشري في هونغ كونغ، يعود تاريخه إلى العصر الحجري القديم.

تظهر الدراسات الأثرية أنَّ البشر القدماء استوطنوا منطقة جزيرة تشك لاب كوك قبل 39,000 إلى 35,000 عام، وشبه جزيرة ساي كونغ قبل 6,000 عام. أقدم مواقع الاستيطان البشري المعروفة في المنطقة من العصر الحجري القديم هي كهف المقاييس الثلاثة ومنطقة ونغ تي تونغ (يقع كلاهما في مقاطعة تاي بو شرقيَّ المدينة حالياً)، ويُعتَقد أنَّ أوَّلهما - تجويف المقاييس الثلاثة - كان وادياً يخترقه نهر جار، بينما كانت منطقة ونغ تي تونغ مقلعاً لشحذ الأدوات الحجريَّة. تظهر الأدوات المكتشفة العائدة إلى العصر الحجري الحديث وجود اختلافٍ بين ثقافة سكان هونغ كونغ القدماء وثقافة لونغشان في شمال الصين، وتظهر كذلك أنَّ شعباً يُدعَى شعب تشي قد سكن المنطقة لفترةٍ، قبل أن تُهاجِر إليها شعوب البايوي من المناطق المجاورة في جنوبيّ الصّين. اكتشفت ثماني نقوشٍ قبل تاريخيَّة في الجزر المجاورة لجزيرة هونغ كونغ، يعود تاريخها إلى عهد مملكة شانغ الصينيَّة.
في عام 214 ق.م، غزا أول أباطرة الصّين تشين شي هوانج إقليم قبائل البايوي في جياوزي (ما يُمثِّل اليوم مقاطعة قوانغدونغ ومنطقة قوانغشي المستقلَّة)، وضمَّها إلى الصين الإمبراطوريَّة للمرَّة الأولى في التاريخ تحت لواء إمبراطورية تشينغ. تبعت هونغ كونغ الحديثة إدارياً ما كان آنذاك قيادة ناهاي (ما يُسمَّى حالياً مقاطعة ناهاي)، وكانت عاصمة القيادة قريبةً من هونغ كونغ، في ما كان يُسمَّى بانيو (وهي حالياً غوانغزو). اتَّحدت هونغ كونغ مع المناطق المحيطة بها لاحقاً في مملكة نانياو، التي أسَّسها الضابط زياو توو في عام 204 ق.م عقب انهيار إمبراطورية تشينغ. إلا أنَّ المدينة سُرعَان ما عادت إلى الصين الإمبراطورية بعد أن غزاها وو إمبراطور سلالة الهان في عام 111 ق.م، وضُمَّت هذه المرَّة إدارياً إلى قيادة جياوزي. تُظهِر الآثار التاريخيَّة أنَّ عدد سكان المنطقة بدأ بالنمو في هذه الفترة، وازدهرت خلالها صناعة الملح.
ازدهرت منطقة قوانغدونغ - بما في ذلك هونغ كونغ - خلال عصر مملكة تانغ، لتتحوَّل إلى مركزٍ تجاريّ نشط. في عام 736، أسَّس شوانزونغ إمبراطور تانغ بلدة عسكريَّةً في توين مون (تقع حالياً بالأقاليم الجديدة)، وذلك للدِّفاع عن سواحل المنطقة. تأسَّست المدرسة الأولى بالمنطقة في عهد أسرة سونغ الشمالية عام 1075م، وكانت كلية لي ينغ (الواقعة حالياً ضمن الأقاليم الجديدة). تعرَّضت إمبراطوريَّة الصّين للغزو المغولي في عام 1276م، فسارَعت أسرة سونغ الجنوبيَّة إلى نثل مقرّها من إقليم فوجيان في الشَّمال إلى جزيرة لانتاو (غرب هونغ كونغ الآن)، ولاحقاً إلى سونغ وونغ توي، وهي مدينة كولون الحديثة، إلا أنَّ بينغ إمبراطور سونغ الحَدَث انتحر بعد ذلك مع ضبَّاطه إثر هزيمته في معركة يامن، ولا زال يُعبَد أحد ضبَّاط الإمبراطور - المدعوَّ «هاو وونغ» - في هونغ كونغ إلى الآن.
أقدم أوربيٍّ معروفٍ في التاريخ حطَّ بهونغ كونغ هو الرحَّالة البرتغالي جورج ألفاريس، الذي وصل إليها بحراً عام 1513. سُرعَان ما أسَّس البرتغاليُّون مستعمرةً لهم في المنطقة، ثم بدؤوا بالتجارة مع سكان جنوب الصّين، وفي الوقت ذاته، غزو بلدة توين مون واستولوا عليها، وشرعوا ببناء تحصينات عسكريَّة فيها. إلا أنَّ البرتغاليين دخلوا لاحقاً في معركةٍ - تدعى معركة تاماو - مع الإمبراطورية الصينية، أدَّت في آخر الأمر إلى طردهم من البلاد. وفي منتصف القرن السادس عشر، أصدر الإمبراطور الصينيّ أمر هايجن القاضي بحظر الأنشطة البحريَّة وعزل الصّين عن الأجانب الوافدين من البحار. بين أعوام 1661- 1669م، صدر أمر الإخلاء العظيم من الإمبراطور كانغ شي، وهو أمرٌ قضى بإخلاء كافَّة سواحل إقليم قوانغدونغ لمقاومة حركةٍ مناهضةٍ لمملكة تشينغ، وشمل هذا الإخلاء هونغ كونغ. وتقول السجِّلات التاريخية أن هذا الإخلاء تضمَّن 16,000 شخصٍ من مقاطعة شينان (ما يُمثِّل اليوم مدينتي هونغ كونغ وشينزين)، ولم يعد من هؤلاء إلا 1648 شخص بعد انتهاء الإخلاء عام 1669م، وخلال فترة الإخلاء نفسها، كانت معظم هونغ كونغ الحديثة خرابةً مهجورة. لاحقاً، كان كانغ شي في عام 1685 أول إمبراطورٍ صينيٍّ يسمح بالتجارة مع الأجانب (لكن على نطاقٍ محدود)، وكانت بداية هذا الترفع في منطقة غوانغزو، إلا أنَّ الكثير من القيود ظلَّت تلف التجار الأجانب رغم ذلك، مثل إجبارهم على الإقامة في أماكن محدَّدة، وبقائهم خلال مواسم التجارة فقط، وعدم السَّماح لهم بالتجارة بأيّ سلعةٍ سوى الفضة، وعدم السَّماح لهم بحمل الأسلحة النارية. نظَّمت شركة الهند الشرقية رحلتها الأولى إلى الصّين عام 1699م، وسرعان ما تطوَّرت الحركة بين المنطقة والتجار البريطانيين بسرعةٍ بعد ذلك، فقد أسَّست الشركة مركزاً تجارياً لها في غوانغزو (المعروفة آنذاك بكانتون) عام 1711م، ووصل حجم تجارة الأفيون بين المدينة والبريطانيّين إلى 1,000 صندوقٍ في عام 1773م، ثم إلى 2,000 صندوقٍ في عام 1799م.

## الاستعمار البريطاني

إحدى معارك حرب الأفيون الأولى، التي أدت إلى تسليم هونغ كونغ للإمبراطورية البريطانية.

رفضت سلطات سلالة تشينغ في عام 1839 استيراد تبغ الأفيون من بريطانيا، ممَّا أدى إلى اندلاع حرب الأفيون الأولى بين البلدين. نزلت القوَّات البريطانية في جزيرة هونغ كونغ واحتَّلتها في 20 يناير عام 1841، وكان يفترض أن تتخلَّى عنها الصين إثر اتفاقية تشينبي بين الضابط تشارلز إليوت والمحافظ كيشان، إلا أنَّ تلك الاتفاقية لم تُنفَذ قط بسبب خلاف بين المسؤولين الرفيعين في كلا الحكومتين البريطانية والصينية. ولم تتنازل الصين رسمياً عن الجزيرة لبريطانيا حتى 29 أغسطس عام 1842، عندما عُقِدَت معاهدة نانجينغ. وسُرعَان ما أسست بريطانيا عليها مستعمرة ملكية، أتبعتها بتأسيس مدينة فكتوريا.

علم مستعمرة هونغ كونغ البريطانية (1959-1997).

خسرت الصين مجدداً حرب الأفيون الثانية عام 1860، لتضطرَّ للتنازل أيضاً عن شبه جزيرة كولون وجزيرة نغونغ تشين تشاو وفقاً لشروط معاهدة بكين. ازداد عدد سكان جزيرة هونغ كونغ تحت الحكم البريطاني من 7,450 صيني (معظمهم من صيَّادي السمك) عام 1841 إلى أكثر من 115,000 فضلاً عن 8,754 أوروبياً في هونغ كونغ وشبه جزيرة كولون في عام 1870. إلا أنَّ الوباء الثالث من الطاعون الدبلي أصاب المنطقة في عام 1894 قادماً من الصّين، ليسبّب 50,000 إلى 100,000 وفاة بين سكان المدينة.
وُقِّعت في عام 1898 معاهدة توسعة منطقة هونغ كونغ بين بريطانيا والصين، التي حازت بموجبها بريطانيا عقد إيجارٍ مدَّته 99 عاماً لجزيرة لانتاو في الغرب والمناطق المجاورة للمدينة شمال كولون، وهذه الأقاليم هي ما بات يُعرَف لاحقاً باسم الأقاليم الجديدة. منذ ذلك الحين، لا زالت حدود منطقة هونغ كونغ ثابتةً إلى الآن. كانت هونغ كونغ خلال النصف الأول من القرن العشرين ميناءً حراً، عمل كمرفأٍ لإعادة التصدير للإمبراطورية البريطانية. وقد أسَّست بريطانيا نظاماً تعليمياً في المدينة مشابهاً لذلك المعمول به في بريطانيا العظمى، رغم ذلك، كان الاحتكاك شبه منعدم بين السكان الصينيّين والمجتمع الأوروبي الثري في هونغ كونغ المقيم حول جبل فكتوريا.

## الغزو الياباني

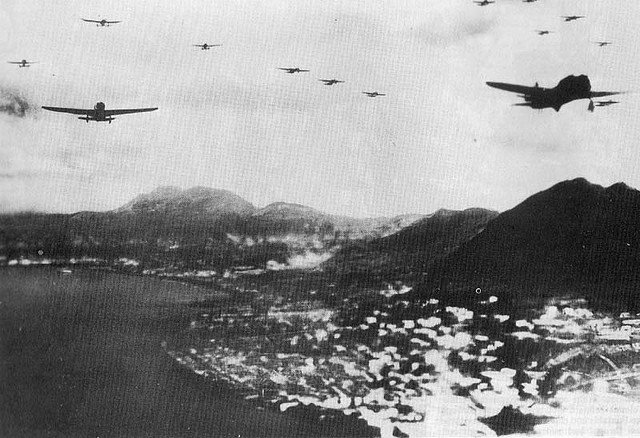
غارات الطائرات اليابانية على سنترال خلال معركة هونغ كونغ، التي أدت إلى وقوع المدينة تحت حكم إمبراطورية اليابان.

غزت الإمبراطورية اليابانية هونغ كونغ إبان اندلاع الحرب العالمية الثانية - كجزءٍ من حملتها في المحيط الهادئ - بتاريخ 8 ديسمبر عام 1941. وقد انتهت معركة هونغ كونغ للسَّيطرة على المدينة بنصر اليابانيين واستسلام الجنود البريطانيين والكنديين في 25 ديسمبر، لتبدأ حقبة الاحتلال الياباني لهونغ كونغ. عانى سكان المدينة خلال فترة الحكم الياباني من تفشّي نقص الطعام، وانتشار داء الجرب، والارتفاع الهائل لمعدَّلات التضخم الناتج عن تحويل العملة الإجباري بغرض التمويل العسكري. وقد سنَّت اليابان قانوناً فرض الإبعاد الإجباري للعاطلين عن العمل إلى البر الصينيّ، وذلك نتيجةً لنقص الطعام الكبير في المدينة، إلا أنَّ هذا القانون أدى لانخفاض عدد السكان 1.6 ملايين نسمة عام 1941 إلى 600,000 نسمة عام 1945، عندما آل حكم المستعمرة من جديدٍ إلى بريطانيا.

## حقبة الحرب الباردة
عاد سكان هونغ للتزايد بسرعةٍ بعد الحرب إثر وفود موجةٍ من المهاجرين الصينيّين إليها، وكان هؤلاء من لاجئي الحرب الأهلية التي غرقت بها البلاد. وقد توافد المزيد من المهاجرين عقب إعلان جمهورية الصّين الشعبيَّة عام 1949، خوفاً من أن يستهدفهم الحزب الشيوعي الصيني بعد أن بلغ الحكم. فضلاً عن ذلك، قرَّرت العديد من الشركات نقل مقارِّها من شانغهاي وغوانغزو إلى هونغ كونغ.
أخذت هونغ كونغ بالتحوُّل بسرعةٍ إلى مدينة صناعية في خمسينيات القرن العشرين، وكانت العجلة الأساسيَّة الدافعة لهذا التحول هي نجاح تصدير النسيج وتطور عدد من الصناعات الأخرى. ومع ازدياد سكان وبقاء أجور العمالة منخفضة، أخذت الظروف المعيشية بالارتفاع باستمرار. شُيِّد بناء شيك كب مي بالمدينة في عام 1953، ليكون أول بناء سكن اجتماعي في تاريخ المدينة، وليمثِّل بداية برامج الإسكان الاجتماعي المُصمَّمة لاستيعاب الأعداد الكبيرة من اللاجئين الوافدين. وقد تسارعت التجارة في هونغ كونغ بسرعةٍ أكبر عندما حُوِّلت مدينة شينزين - الواقعة شمال هونغ كونغ مباشرةً - إلى منطقة اقتصادية خاصة لجمهورية الصين الشعبية، وجعل ذلك من هونغ كونغ المصدر الأول للاستثمارات الأجنبية في الصين. رغم ذلك، تناقصت أهمية هونغ كونغ وريادتها الصناعية تدريجياً منذ مطلع الثمانينيات مع تطور الصناعة في جنوب الصين المجاور لها. من جهةٍ أخرى، أخذت صناعة الخدمات بالتنامي في المدينة منذ الثمانينيات والتسعينيات، بعد أن امتصَّت هذه الصناعة القوى العاملة التي توقَّفت عن المساهمة في الصّناعة.
طوال الحقبة الاستعمارية البريطانية، شهدت هونغ كونغ تطوراً وتمدُّناً على كافَّة الأصعدة، من اقتصادها إلى نظامها الصحي. فقد بنيت الكثير من المراكز الصحية للمواطنين، مثل مشافي الملكة إلزابيث والملكة ماري والأميرة مارغاريت وأمير ويلز وغيرها. أعادت المملكة المتحدة تصنيف هونغ كونغ عام 1983 من مستعمرة ملكية إلى إقليم في ما وراء البحار، وكانت الحكومتان الصينية والبريطانية قد بدأتا بالفعل حينها بمناقشة مسألة سلطة هونغ كونغ، بعد أن بدأ موعد انتهاء عقد استئجار الأقاليم الجديدة يدنو. في عام 1984، وقَّعت الدولتان الإعلان الصيني البريطاني المشترك، وهي معاهدةٌ تقضي بتسليم ملكية هونغ كونغ إلى جمهورية الصين الشعبية في عام 1997. إلا أنَّ المعاهدة اشترطت أن تبقى هونغ منطقة إداريَّة خاصة، بحيث تحظى بدرجةٍ عالية من الحكم الذاتي لمدة 50 عاماً على الأقل بعد نقل الملكية. وسيكون قانون هونغ كونغ الأساسي - المشتقُّ من القانون الإنكليزي - دستور المنطقة بعد نقل ملكيتها.

## تحت الحكم الصيني

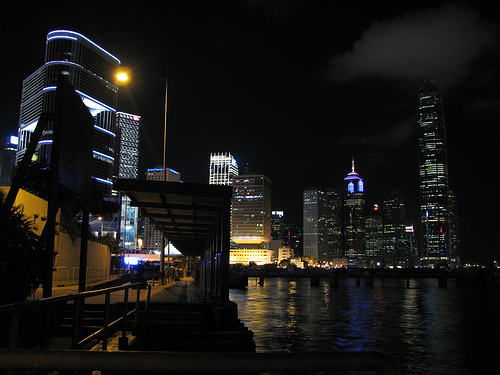
جزيرة هونغ كونغ، عام 2006.

طُبِّق نقل ملكية هونغ كونغ من المملكة المتحدة إلى جمهورية الصين الشعبية في الأول من يوليو عام 1997، لينتهي بذلك رسمياً الاستعمار البريطاني عليها الذي دام لـ156 عاماً. أصبحت هونغ كونغ أول منطقة إدارية خاصة لجمهورية الصين الشعبية، وانتخب تونغ تشو هوا ليكون أول رئيس تنفيذيّ لهونغ كونغ. في السنة ذاتها، شهدت المدينة قفزة اقتصادية ضخمة إثر وقوع الأزمة المالية الآسيوية وانتشار فيروس أنفلونزا الطيور. في عام 2003، تأثَّرت هونغ كونغ بشدة بتفشّي الالتهاب الرئوي اللانمطي الحاد (سارس)، إذ سجَّلت منظمة الصحة العالمية إصابة 1,755 و299 حالة وفاة في المدينة، فيما قُدِّرت الخسائر الاقتصادية في العقود المالية بنحو 380 مليون دولار هونغ كونغي (48.9 مليون دولار أمريكي).
أعلن رئيس هونغ كونغ التنفيذي تونغ تشو هوا عن استقالته من منصبه في 10 مارس عام 2005، نتيجةً لمشاكل صحية. ودخل إثر ذلك دونالد تسانغ - أمين إدارة هونغ كونغ العام في حينه - الانتخابات، وفاز دون معارضةٍ بمنصب الرئيس التنفيذي الثاني للمدينة في 21 يونيو عام 2005. في عام 2007، فاز تسانغ بدورة انتخابات جديدة ليبدأ فترة ولايته الثانية في المنصب.
استضافت هونغ كونغ في عام 2005 الألعاب شرق الآسيوية الخامسة، التي تنافست فيها تسع فرق دولية من الرياضيين، وكان هذا أكبر حدث دولي رياضي تستضيفه هونغ كونغ على الإطلاق. في الوقت الحاضر، لا زالت هونغ كونغ مركزاً مالياً رائداً عالمياً، إلا أنَّ مستقبلها الاقتصادي غير واضحٍ بسبب النمو المتسارع لاقتصاد البر الصيني، وبسبب طبيعة علاقتها مع جمهورية الصين الشعبية فيما يتعلَّق بالإصلاح الديمقراطي والاقتراع العمومي.